# Fröbelstern

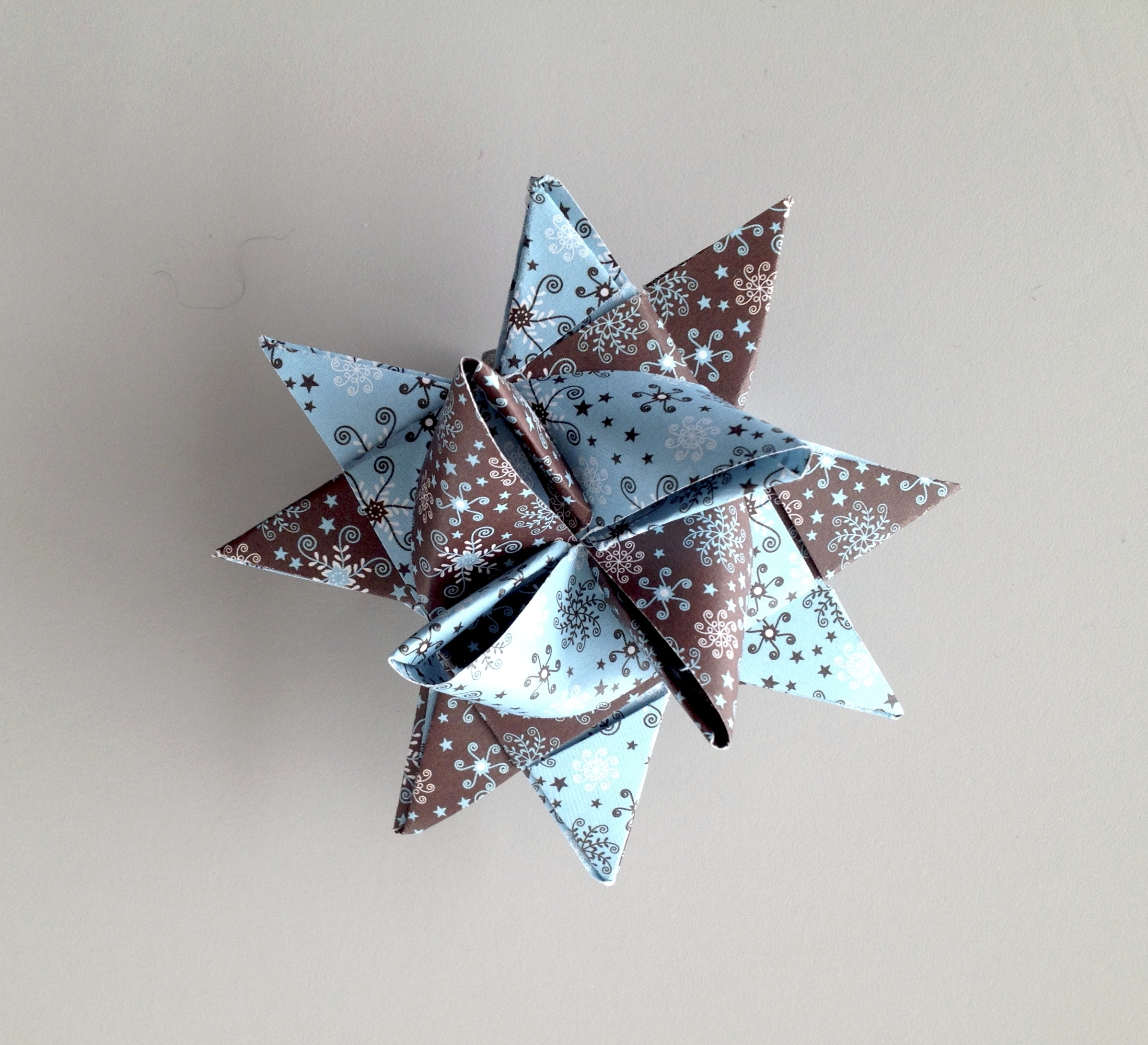
Fröbelstern

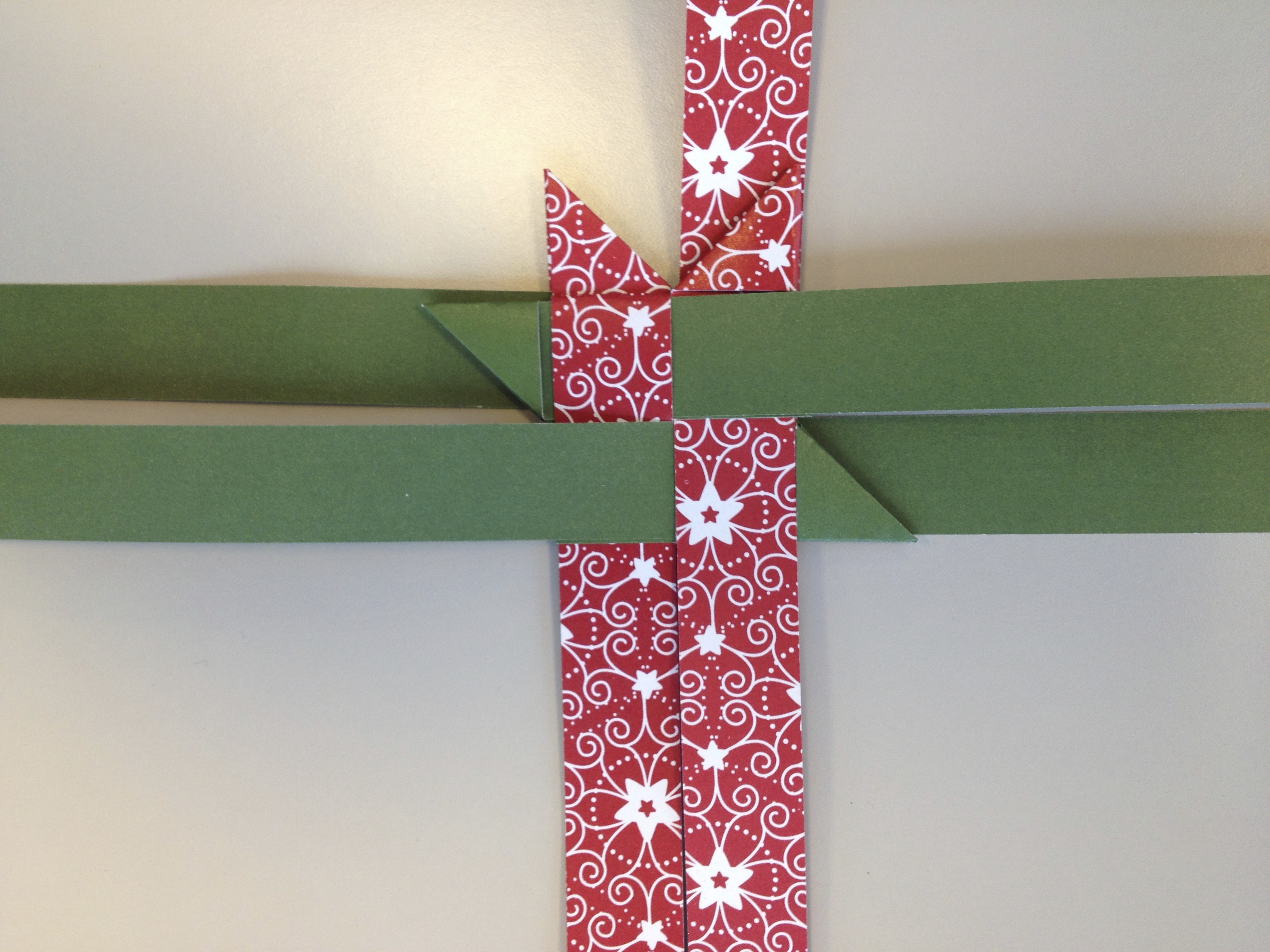
Herstellung

Fröbelstern nennt man einen dreidimensionalen Papierstern, der aus vier Papierstreifen mit einem Breiten-Längen-Verhältnis von etwa 1:30 geflochten wird. Der Fröbelstern wurde nach dem Begründer der Kindergartenbewegung Friedrich Fröbel benannt, allerdings erst in späterer Zeit. Er wird im englischen Sprachraum auch als German Star oder Froebel star bezeichnet. Wegen seiner Sternform wird er als Weihnachtsdekoration genutzt.

## Geschichte
Die Entstehung des Faltsternes ist nicht vollständig nachvollziehbar. Der Stern entstand wahrscheinlich in Skandinavien und wurde dort schon vor 1800 gefaltet. In den skandinavischen Ländern wird dieser Stern auch zu anderen Anlässen, wie Hochzeiten, rundem Geburtstag o. ä. verschenkt. Er ist neben dem Herrnhuter Stern der bekannteste und älteste Papierstern in Deutschland.
Es gibt neue Varianten der Spitzen, Fröbelkugeln, 3D-Fröbelsterne, neue Zacken, „Neue Fröbelsterne“, Fröbelobjekte, einen Fröbelwürfel, Fröbeltesselationen, ein Fröbelkreuz und „Moderne Fröbelsterne“. Weitere Objekte, die aus Papierstreifen gewebt oder Papier gefaltet und in Deutschland individuell mit dem Präfix „Fröbel-“ versehen werden, sind der Fröbelfisch, das Fröbelherz, die Fröbelkugel, der Fröbelwürfel, das Fröbelkreuz, die Fröbelgrundform und die Fröbelornamente.

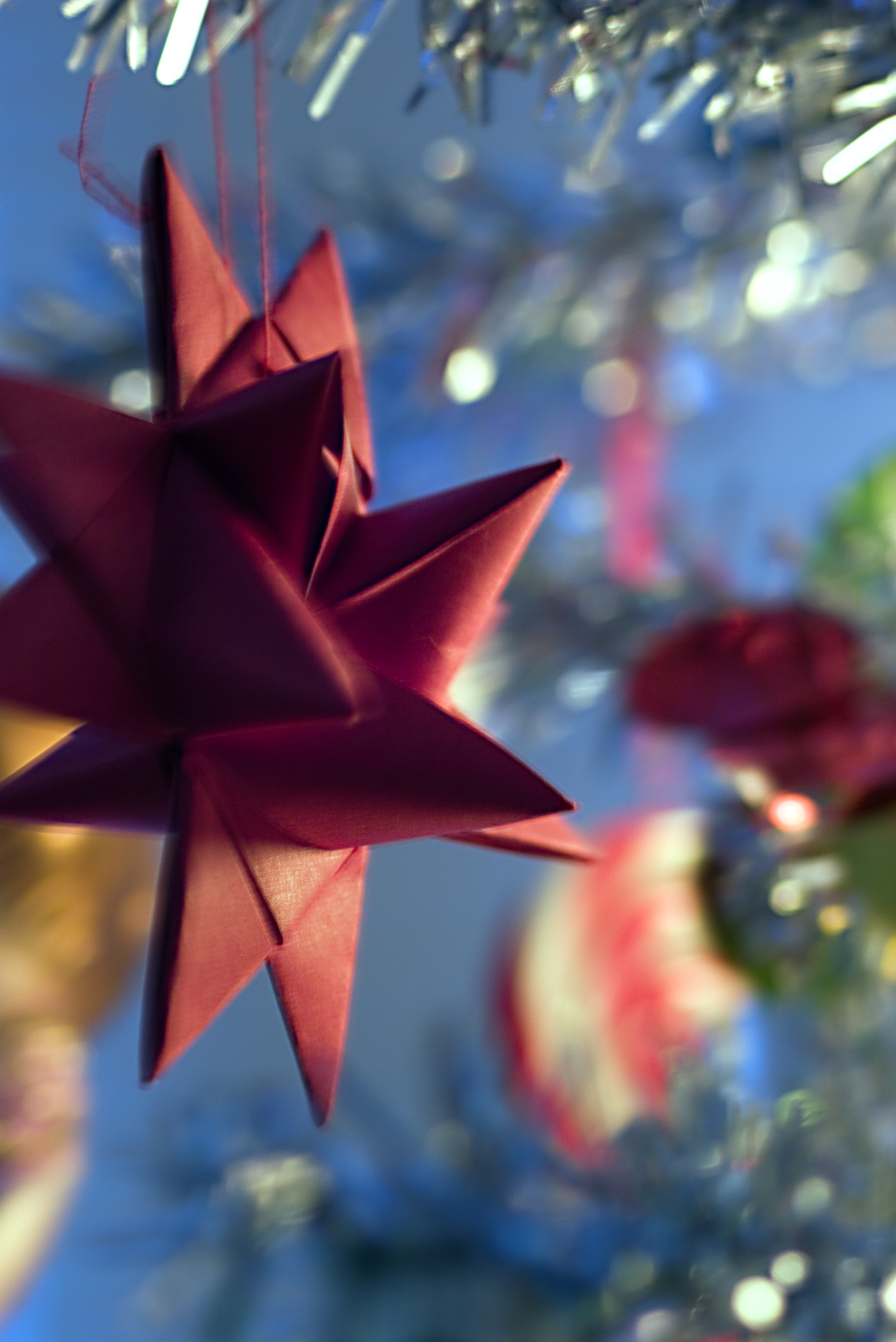
Fröbelstern als Weihnachtsdekoration
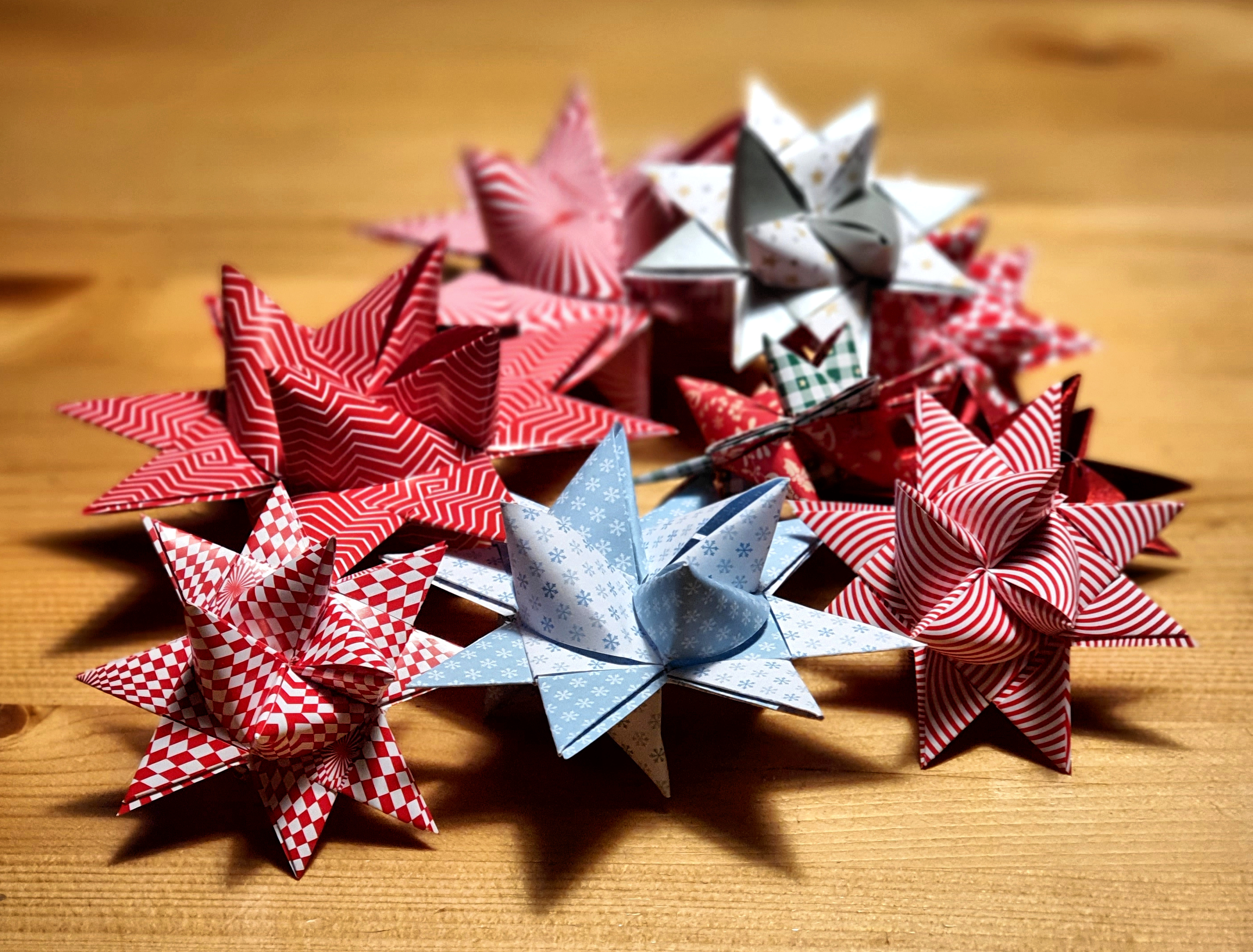
Unterschiedliche Fröbelsterne
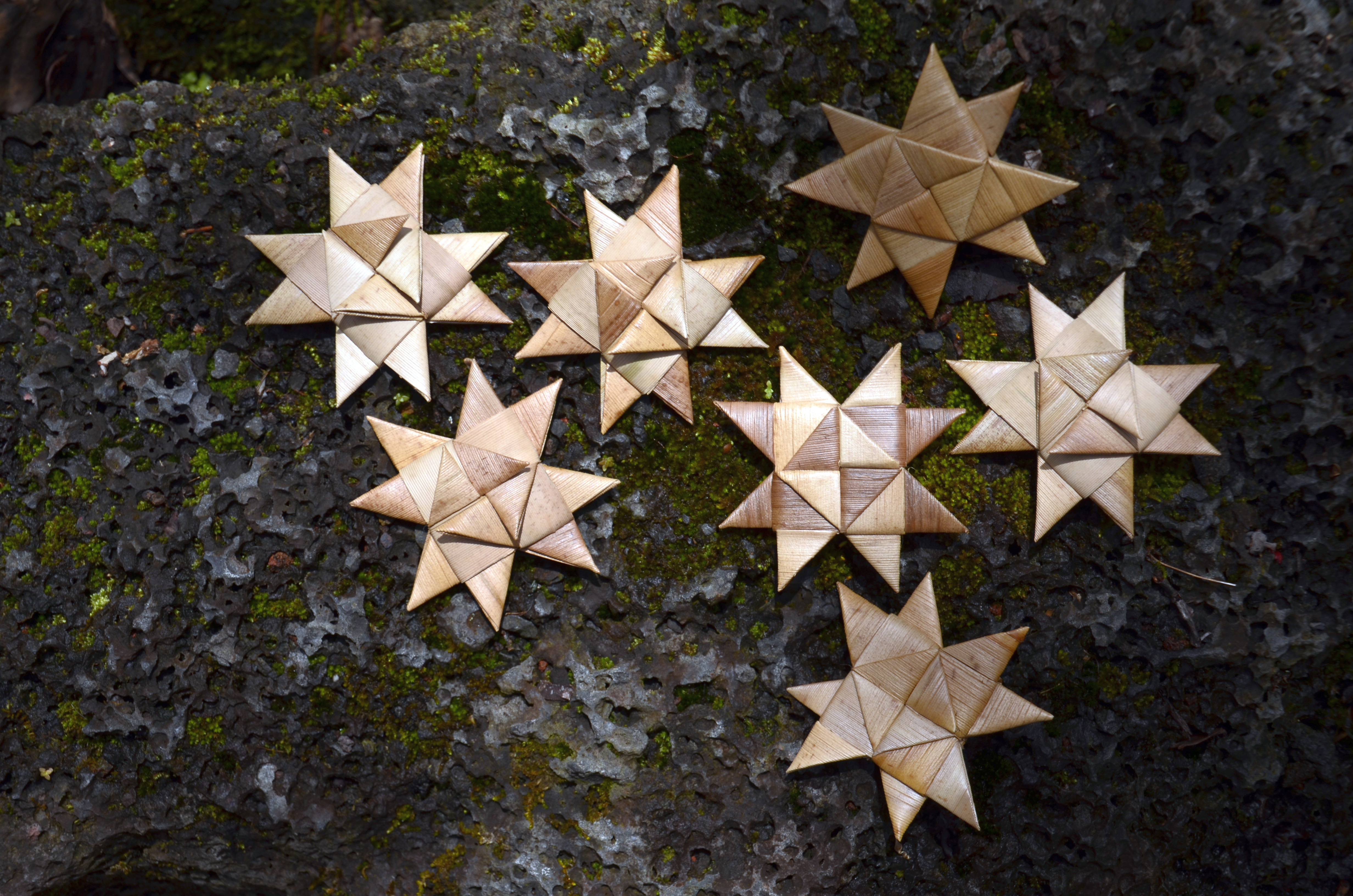
Fröbelsterne aus Lauhala in Puna, Hawaii
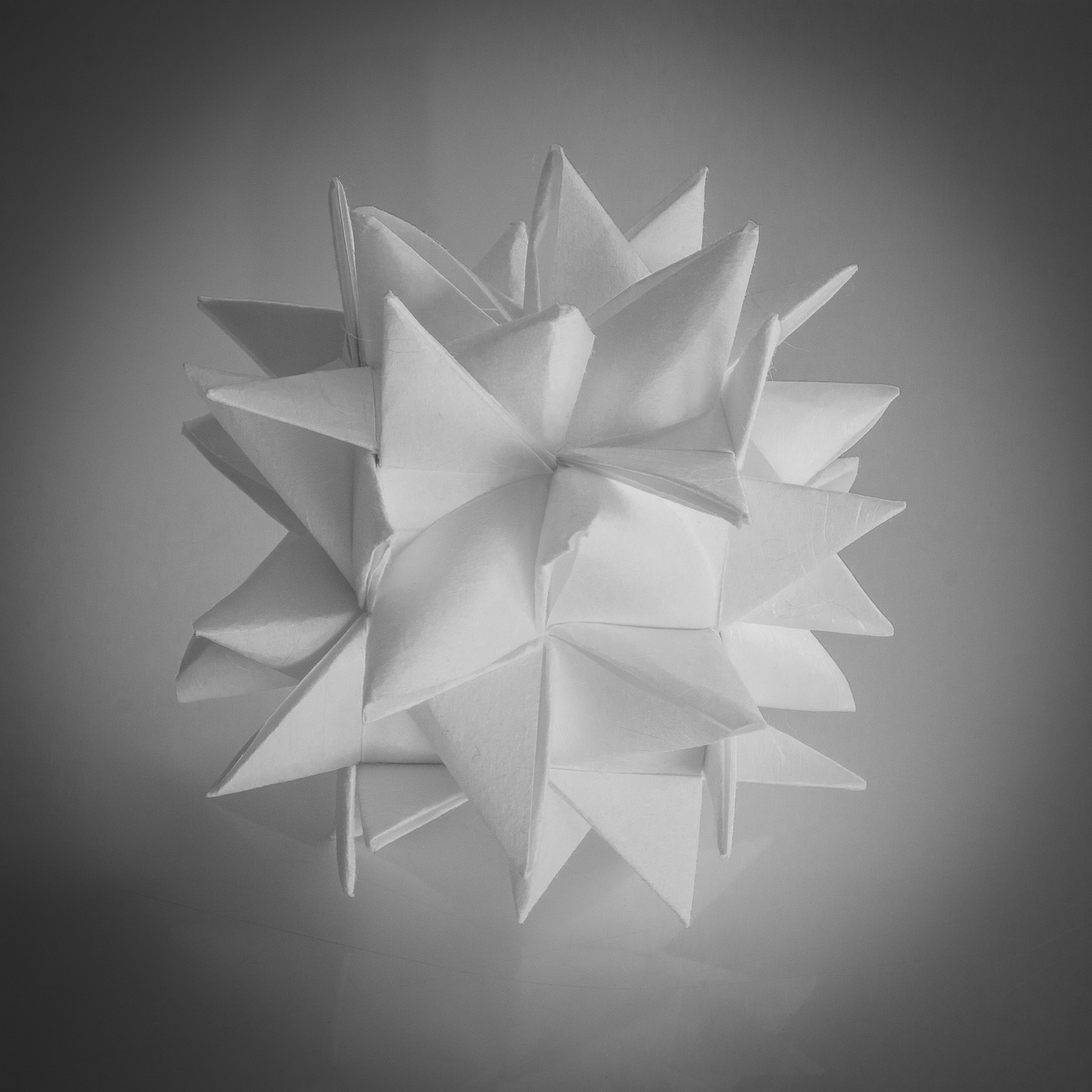
Fröbelstern aus 12 Streifen mit 48-Spitzen

## Namensgebung
Friedrich Fröbel nahm in seinem Kindergartenkonzept zur Ausbildung der feinmotorischen Fähigkeiten einfache Materialien, mit denen die Kinder unterschiedliche Objekte falten und weben sollten. Insbesondere Genauigkeit, ein Gefühl für Proportionen und Geometrie wurden geschult. Der Stern ist das bekannteste Objekt. Die Kinder wurden angehalten, die Arbeitsschritte der unterschiedlichen Varianten zur Erstellung der Sterne in Musterbücher einzukleben.
Im „Werkbuch für die Weihnachtszeit“ von Gert Lindner aus dem Jahr 1966 wird der Fröbelstern noch Flechtstern genannt.
Die Grundlage des Sternes bildet der Würfel- oder Diamantknoten des Fancyworks. Mehrere dieser Knoten, übereinander gesteckt, ergeben einen Vierkantplatting.
In dem Buch „Wunderschöner Sternenzauber“ von 2013 wird die erste „Fröbelsche Schönheitsform“ auf Basis der „Fröbelgrundform“  Fröbelstern genannt.
In dem Buch findet sich kein Autor, kein Herausgeber und keine ISBN.
Dieses und weitere Hardcover-Bücher der DMV Daten- und Medien-Verlag Beteiligungs-GmbH gab es bei Discountern. Sie enthalten Bastelanleitungen aus Büchern von Armin Täubner, Dominik Meißner, Gudrun Thiele und anderen Autoren eines Verlages aus Stuttgart.
Bis in die 1980er Jahre wurden oft unbenutzte Lochstreifen in den Standardbreiten 17 oder 25 mm (2/3 oder 1 Zoll) zum Falten von Fröbelsternen verwendet. Sie waren bei der Umstellung von EDV-Systemen unbrauchbar geworden und wurden als begehrtes Bastelmaterial an Kindertagesstätten und Schulen gespendet.